# HMS Searcher (D40)
O HMS Searcher foi um porta-aviões de escolta operado pela Marinha Real Britânica e um membro da Classe Attacker. Sua construção começou em fevereiro de 1942 nos estaleiros da Seattle-Tacoma Shipbuilding originalmente como um membro da Classe Bogue para a Marinha dos Estados Unidos e foi lançado ao mar em junho do mesmo ano. Ele foi transferido para o Reino Unido ao ser finalizado e comissionado em abril de 1943. Era capaz de transportar 24 aeronaves, era armado com uma bateria antiaérea de canhões de 102, 40 e 20 milímetros, tinha um deslocamento carregado de mais de catorze mil toneladas e conseguia alcançar uma velocidade máxima de dezoito nós.
O Seacher operou principalmente com a Frota Doméstica, proporcionando escolta para comboios no Oceano Atlântico e participando de ataques contra alvos inimigos na Noruega. Em meados de 1944 tomou parte da invasão do sul da França, retomou suas funções de escolta de comboios e ataque até julho de 1945, quando foi transferido para a Frota Oriental, porém a guerra acabou antes que ele chegasse. O navio foi descomissionado e devolvido para aos Estados Unidos, que o revendeu para uso comercial. Foi vendido para a J & A T Vatis da Grécia como o SS Captain Theo e depois comprado pela Orient Overseas Line, que o operou como SS Oriental Banker até desmontá-lo.